# 중국 여자 슈퍼리그
중국 여자 슈퍼리그(중국어: 中国女子足球超级联赛, 영어: Chinese Women's Super League, 약칭 CWSL)는 중국의 여자 축구 최상위 리그이다. 1997년에 설립되었으며 중국 축구 협회(CFA)가 주관한다. 하위 리그로는 중국 여자 갑급리그(中国女子足球甲级联赛)가 있다.

## 진행 방식
중국 여자 슈퍼리그는 홈 앤 어웨이 방식의 리그전으로 진행되며 한 팀당 14경기를 치른다. 중국 여자 슈퍼리그에서 가장 낮은 성적을 기록한 1개 팀은 중국 여자 갑급리그로 강등되고 중국 여자 갑급리그에서 가장 높은 성적을 기록한 중국 여자 슈퍼리그로 승격된다.

## 2023 시즌 참가 팀
- 베이징 베이쿵 펑황 (北京北控凤凰) - 베이징시
- 창춘 다중 줘웨 (长春大众卓越) - 지린성 창춘시
- 다롄 취안젠 (大连权健) - 랴오닝성 다롄시
- 광둥 후이쥔 (广东辉骏) - 광둥성 메이저우시
- 허난 후이상 (河南徽商) - 허난성 정저우시
- 장쑤 쑤닝 (江苏苏宁) - 장쑤성 난징시
- 상하이 농상 은행 (上海农商银行) - 상하이시
- 우한 장다 (武汉江大) - 후베이성 우한시

## 같이 보기
- 중국 여자 축구 국가대표팀